# First Division 1895-1896
La First Division 1895-1896 è stata l'8ª edizione della massima serie del campionato inglese di calcio, disputato tra il 2 settembre 1895 e il 27 aprile 1896 e concluso con la vittoria dell'Aston Villa, al suo secondo titolo.
Capocannonieri del torneo sono stati John James Campbell (Aston Villa) e Steve Bloomer (Derby County), con 20 reti ciascuno.

## Stagione

### Formato
Cambia il format per le retrocessioni. Le ultime due squadre classificate della First Division e le prime due della Second Division si scontrano tra loro andando a formare un'unica classifica. Le prime due classificate avranno diritto ad iscriversi alla prossima First Division, le ultime due classificate invece disputeranno il futuro campionato di Second Division.

## Squadre partecipanti
| Club              | Stagione | Città          | Stadio           | Stagione precedente                                      |
| ----------------- | -------- | -------------- | ---------------- | -------------------------------------------------------- |
| Aston Villa       | dettagli | Birmingham     | Wellington Road  | 3º posto in First Division                               |
| Blackburn         | dettagli | Blackburn      | Ewood Park       | 5º posto in First Division                               |
| Bolton            | dettagli | Bolton         | Burnden Park     | 10º posto in First Division                              |
| Burnley           | dettagli | Burnley        | Turf Moor        | 9º posto in First Division                               |
| Bury              | dettagli | Bury           | Gigg Lane        | 1º posto in Second Division, promosso dopo i test-match. |
| Derby County      | dettagli | Derby          | Baseball Ground  | 15º posto in First Division                              |
| Everton           | dettagli | Liverpool      | Goodison Park    | 2º posto in First Division                               |
| Nottingham Forest | dettagli | Nottingham     | Town Ground      | 7º posto in First Division                               |
| Preston N.E.      | dettagli | Preston        | Deepdale         | 4º posto in First Division                               |
| Sheffield Utd     | dettagli | Sheffield      | Bramall Lane     | 6º posto in First Division                               |
| Sheffield Weds    | dettagli | Sheffield      | Olive Grove      | 8º posto in First Division                               |
| Small Heath       | dettagli | Birmingham     | Muntz Street     | 12º posto in First Division                              |
| Stoke City        | dettagli | Stoke-on-Trent | Victoria Ground  | 14º posto in First Division                              |
| Sunderland        | dettagli | Sunderland     | Newcastle Road   | 1º posto in First Division                               |
| West Bromwich     | dettagli | West Bromwich  | Stoney Lane      | 13º posto in First Division                              |
| Wolverhampton     | dettagli | Wolverhampton  | Molineux Stadium | 11º posto in First Division                              |

## Classifica finale
|       | Pos. | Squadra           | Pt | G  | V  | N | P  | GF | GS | Med   |
| ----- | ---- | ----------------- | -- | -- | -- | - | -- | -- | -- | ----- |
|       | 1.   | Aston Villa       | 45 | 30 | 20 | 5 | 5  | 78 | 45 | 1,733 |
|       | 2.   | Derby County      | 41 | 30 | 17 | 7 | 6  | 68 | 35 | 1,943 |
|       | 3.   | Everton           | 39 | 30 | 16 | 7 | 7  | 66 | 43 | 1,535 |
|       | 4.   | Bolton            | 37 | 30 | 16 | 5 | 9  | 49 | 37 | 1,324 |
|       | 5.   | Sunderland        | 37 | 30 | 15 | 7 | 8  | 52 | 41 | 1,268 |
|       | 6.   | Stoke City        | 30 | 30 | 15 | 0 | 15 | 56 | 47 | 1,191 |
| [ 2 ] | 7.   | Sheffield Weds    | 29 | 30 | 12 | 5 | 13 | 44 | 53 | 0,830 |
|       | 8.   | Blackburn         | 29 | 30 | 12 | 5 | 13 | 40 | 50 | 0,800 |
|       | 9.   | Preston N.E.      | 28 | 30 | 11 | 6 | 13 | 44 | 48 | 0,917 |
|       | 10.  | Burnley           | 27 | 30 | 10 | 7 | 13 | 48 | 44 | 1,091 |
|       | 11.  | Bury              | 27 | 30 | 12 | 3 | 15 | 50 | 54 | 0,926 |
|       | 12.  | Sheffield Utd     | 26 | 30 | 10 | 6 | 14 | 40 | 50 | 0,800 |
|       | 13.  | Nottingham Forest | 25 | 30 | 11 | 3 | 16 | 42 | 57 | 0,737 |
|       | 14.  | Wolverhampton     | 21 | 30 | 10 | 1 | 19 | 61 | 65 | 0,938 |
|       | 15.  | Small Heath       | 20 | 30 | 8  | 4 | 18 | 39 | 79 | 0,494 |
|       | 16.  | West Bromwich     | 19 | 30 | 6  | 7 | 17 | 30 | 59 | 0,508 |

Legenda:
      Campione d'Inghilterra.
 Ai Test-match.
      Retrocessa in Second Division dopo i Test-match.
Regolamento:
Due punti a vittoria, uno a pareggio, zero a sconfitta.

## Risultati

### Tabellone
|                   | Ast  | Bir  | Bla  | Bol  | Brn  | Bry  | Der  | Eve  | NmF  | Pre  | ShU  | ShW  | Sto  | Sun  | WBA  | Wol  |
| ----------------- | ---- | ---- | ---- | ---- | ---- | ---- | ---- | ---- | ---- | ---- | ---- | ---- | ---- | ---- | ---- | ---- |
| Aston Villa       | –––– | 7-3  | 3-1  | 2-0  | 5-1  | 2-0  | 4-1  | 4-3  | 3-1  | 1-0  | 2-2  | 2-1  | 5-2  | 2-1  | 1-0  | 4-1  |
| Birmingham        | 1-4  | –––– | 2-1  | 1-2  | 1-0  | 1-0  | 1-3  | 0-3  | 1-0  | 5-2  | 2-1  | 1-1  | 1-2  | 0-1  | 2-2  | 3-2  |
| Blackburn         | 1-1  | 2-1  | –––– | 3-2  | 1-0  | 0-2  | 0-2  | 2-3  | 2-0  | 3-0  | 1-0  | 2-1  | 3-1  | 2-4  | 1-0  | 3-1  |
| Bolton            | 2-2  | 4-1  | 1-1  | –––– | 1-0  | 2-4  | 2-1  | 3-1  | 2-1  | 1-0  | 4-1  | 2-0  | 3-1  | 1-0  | 2-1  | 4-0  |
| Burnley           | 3-4  | 1-1  | 6-0  | 1-2  | –––– | 3-0  | 2-2  | 1-1  | 0-0  | 1-0  | 5-0  | 2-0  | 2-0  | 0-0  | 3-0  | 3-1  |
| Bury              | 5-3  | 4-5  | 2-0  | 0-3  | 3-4  | –––– | 1-2  | 1-1  | 1-0  | 1-2  | 1-0  | 6-1  | 0-1  | 1-2  | 3-0  | 3-0  |
| Derby County      | 2-2  | 8-0  | 0-0  | 2-1  | 5-1  | 2-1  | –––– | 2-1  | 4-0  | 1-0  | 0-2  | 3-1  | 2-1  | 2-0  | 4-1  | 5-2  |
| Everton           | 2-0  | 3-0  | 0-2  | 1-1  | 2-1  | 3-2  | 2-2  | –––– | 6-2  | 3-2  | 5-0  | 2-2  | 7-2  | 1-0  | 1-1  | 2-0  |
| Nottingham Forest | 0-2  | 3-0  | 4-2  | 0-0  | 2-1  | 5-0  | 2-5  | 2-1  | –––– | 0-1  | 3-1  | 1-0  | 4-0  | 3-1  | 2-0  | 3-2  |
| Preston           | 4-3  | 3-2  | 1-1  | 1-0  | 1-1  | 1-1  | 1-0  | 1-1  | 6-0  | –––– | 4-3  | 0-1  | 0-1  | 4-1  | 0-0  | 4-3  |
| Sheffield Utd     | 2-1  | 2-0  | 1-1  | 1-0  | 1-1  | 8-0  | 1-1  | 1-2  | 2-1  | 2-1  | –––– | 1-1  | 1-0  | 1-2  | 2-0  | 2-1  |
| Sheffield Weds    | 1-3  | 3-0  | 3-0  | 1-1  | 1-0  | 1-3  | 0-4  | 3-1  | 3-0  | 1-1  | 1-0  | –––– | 2-1  | 3-0  | 5-3  | 3-1  |
| Stoke City        | 1-2  | 6-1  | 3-0  | 2-0  | 2-1  | 0-2  | 2-1  | 1-2  | 1-0  | 4-0  | 4-0  | 5-0  | –––– | 5-0  | 3-1  | 4-1  |
| Sunderland        | 2-1  | 2-1  | 2-1  | 1-0  | 3-1  | 0-0  | 2-2  | 3-0  | 1-1  | 4-1  | 1-1  | 2-1  | 4-1  | –––– | 7-1  | 2-2  |
| West Bromwich     | 1-1  | 0-0  | 3-2  | 2-3  | 0-2  | 1-3  | 0-0  | 0-3  | 3-1  | 1-2  | 1-0  | 2-3  | 1-0  | 1-1  | –––– | 2-1  |
| Wolverhampton     | 1-2  | 7-2  | 1-2  | 5-0  | 5-1  | 1-0  | 2-0  | 2-3  | 6-1  | 2-1  | 4-1  | 4-0  | 1-0  | 1-3  | 1-2  | –––– |

### Calendario
| Aston Villa | 1 - 0 | West Bromwich |

| Everton | 2 - 2 | Sheffield Weds |

| Sheffield Utd | 2 - 0 | Small Heath |

| Stoke City | 2 - 0 | Bolton |

| Sunderland | 4 - 1 | Preston N.E. |

| Wolverhampton | 5 - 1 | Burnley |

| Nottingham Forest | 5 - 0 | Bury |

| Aston Villa | 7 - 3 | Small Heath |

| Bury | 0 - 3 | Bolton |

| Everton | 6 - 2 | Nottingham Forest |

| Preston N.E. | 4 - 3 | Wolverhampton |

| Sheffield Weds | 1 - 0 | Sheffield Utd |

| Stoke City | 2 - 1 | Derby County |

| Sunderland | 2 - 1 | Blackburn |

| West Bromwich | 0 - 2 | Burnley |

| Burnley | 0 - 0 | Sunderland |

| Everton | 3 - 2 | Bury |

| Blackburn | 2 - 0 | Nottingham Forest |

| Bolton | 3 - 1 | Everton |

| Burnley | 3 - 0 | Bury |

| Derby County | 2 - 0 | Sunderland |

| Sheffield Utd | 2 - 1 | Aston Villa |

| Small Heath | 1 - 2 | Stoke City |

| West Bromwich | 1 - 2 | Preston N.E. |

| Wolverhampton | 4 - 0 | Sheffield Weds |

| Aston Villa | 4 - 1 | Derby County |

| Bolton | 1 - 0 | Burnley |

| Bury | 1 - 0 | Sheffield Utd |

| Everton | 0 - 2 | Blackburn |

| Nottingham Forest | 3 - 0 | Small Heath |

| Stoke City | 3 - 1 | West Bromwich |

| Sunderland | 2 - 2 | Wolverhampton |

| Blackburn | 1 - 1 | Aston Villa |

| Burnley | 1 - 0 | Preston N.E. |

| Derby County | 3 - 1 | Sheffield Weds |

| Sheffield Utd | 1 - 0 | Stoke City |

| Small Heath | 1 - 2 | Bolton |

| Sunderland | 0 - 0 | Bury |

| West Bromwich | 3 - 1 | Nottingham Forest |

| Wolverhampton | 2 - 3 | Everton |

| Aston Villa | 4 - 3 | Everton |

| Sheffield Utd | 2 - 1 | Preston N.E. |

| Aston Villa | 2 - 1 | Sunderland |

| Blackburn | 1 - 0 | Burnley |

| Bolton | 2 - 4 | Bury |

| Everton | 5 - 0 | Sheffield Utd |

| Nottingham Forest | 2 - 5 | Derby County |

| Preston N.E. | 3 - 2 | Small Heath |

| Sheffield Weds | 5 - 3 | West Bromwich |

| Wolverhampton | 1 - 0 | Stoke City |

| Sheffield Utd | 1 - 2 | Sunderland |

| Blackburn | 3 - 0 | Preston N.E. |

| Burnley | 1 - 2 | Bolton |

| Bury | 4 - 5 | Small Heath |

| Derby County | 2 - 1 | Stoke City |

| Nottingham Forest | 2 - 1 | Everton |

| Sheffield Weds | 3 - 1 | Wolverhampton |

| West Bromwich | 1 - 1 | Aston Villa |

| Aston Villa | 3 - 1 | Blackburn |

| Bolton | 2 - 1 | Nottingham Forest |

| Derby County | 2 - 1 | Bury |

| Everton | 1 - 1 | West Bromwich |

| Preston N.E. | 1 - 1 | Burnley |

| Sheffield Weds | 3 - 0 | Sunderland |

| Stoke City | 6 - 1 | Small Heath |

| Wolverhampton | 4 - 1 | Sheffield Utd |

| Blackburn | 2 - 4 | Sunderland |

| Bolton | 3 - 1 | Stoke City |

| Burnley | 1 - 1 | Everton |

| Derby County | 5 - 2 | Wolverhampton |

| Nottingham Forest | 0 - 1 | Preston N.E. |

| Small Heath | 1 - 4 | Aston Villa |

| West Bromwich | 2 - 3 | Sheffield Weds |

| Aston Villa | 5 - 1 | Burnley |

| Bury | 3 - 0 | West Bromwich |

| Everton | 2 - 0 | Wolverhampton |

| Preston N.E. | 1 - 1 | Blackburn |

| Sheffield Weds | 1 - 1 | Bolton |

| Stoke City | 4 - 0 | Sheffield Utd |

| Sunderland | 2 - 2 | Derby County |

| West Bromwich | 2 - 3 | Bolton |

| Blackburn | 3 - 1 | Wolverhampton |

| Bury | 6 - 1 | Sheffield Weds |

| Derby County | 5 - 1 | Burnley |

| Preston N.E. | 1 - 0 | Bolton |

| Sheffield Utd | 1 - 2 | Everton |

| Small Heath | 1 - 0 | Nottingham Forest |

| Sunderland | 2 - 1 | Aston Villa |

| West Bromwich | 1 - 0 | Stoke City |

| Stoke City | 4 - 0 | Preston N.E. |

| Aston Villa | 2 - 2 | Sheffield Utd |

| Everton | 1 - 0 | Sunderland |

| Nottingham Forest | 2 - 0 | West Bromwich |

| Sheffield Utd | 2 - 1 | Stoke City |

| Wolverhampton | 2 - 0 | Derby County |

| Blackburn | 2 - 1 | Sheffield Weds |

| Burnley | 3 - 4 | Aston Villa |

| Bury | 1 - 2 | Derby County |

| Sheffield Utd | 2 - 1 | Nottingham Forest |

| Small Heath | 5 - 2 | Preston N.E. |

| Stoke City | 4 - 1 | Wolverhampton |

| Sunderland | 1 - 0 | Bolton |

| West Bromwich | 0 - 3 | Everton |

| Nottingham Forest | 4 - 0 | Stoke City |

| Bolton | 1 - 1 | Blackburn |

| Bury | 0 - 1 | Stoke City |

| Everton | 2 - 1 | Burnley |

| Preston N.E. | 4 - 3 | Sheffield Utd |

| Derby County | 8 - 0 | Small Heath |

| Sheffield Weds | 3 - 0 | Nottingham Forest |

| West Bromwich | 2 - 1 | Wolverhampton |

| Blackburn | 3 - 2 | Bolton |

| Derby County | 4 - 0 | Nottingham Forest |

| Preston N.E. | 4 - 3 | Aston Villa |

| Small Heath | 0 - 3 | Everton |

| Stoke City | 2 - 1 | Burnley |

| Aston Villa | 2 - 0 | Bolton |

| Bury | 1 - 2 | Preston N.E. |

| Derby County | 4 - 1 | West Bromwich |

| Everton | 7 - 2 | Stoke City |

| Nottingham Forest | 3 - 1 | Sheffield Utd |

| Sheffield Weds | 1 - 0 | Burnley |

| Sunderland | 2 - 1 | Small Heath |

| Wolverhampton | 1 - 2 | Blackburn |

| Bolton | 1 - 0 | Sunderland |

| Burnley | 0 - 0 | Nottingham Forest |

| Everton | 2 - 0 | Aston Villa |

| Sheffield Utd | 1 - 1 | Derby County |

| Small Heath | 2 - 2 | West Bromwich |

| Stoke City | 5 - 0 | Sheffield Weds |

| Wolverhampton | 2 - 1 | Preston N.E. |

| Preston N.E. | 0 - 1 | Stoke City |

| Derby County | 2 - 1 | Bolton |

| Sheffield Utd | 1 - 1 | Sheffield Weds |

| Small Heath | 1 - 0 | Burnley |

| Stoke City | 0 - 2 | Bury |

| West Bromwich | 1 - 1 | Sunderland |

| Wolverhampton | 1 - 2 | Aston Villa |

| Wolverhampton | 1 - 3 | Sunderland |

| Aston Villa | 2 - 0 | Bury |

| Nottingham Forest | 4 - 2 | Blackburn |

| Sheffield Weds | 0 - 4 | Derby County |

| Sheffield Utd | 1 - 0 | Bolton |

| Blackburn | 2 - 3 | Everton |

| Bolton | 2 - 1 | Derby County |

| Bury | 3 - 4 | Burnley |

| Sheffield Weds | 1 - 1 | Preston N.E. |

| Blackburn | 0 - 2 | Bury |

| Bolton | 4 - 0 | Wolverhampton |

| Burnley | 2 - 0 | Sheffield Weds |

| Preston N.E. | 4 - 1 | Sunderland |

| Sheffield Utd | 2 - 0 | West Bromwich |

| Small Heath | 1 - 3 | Derby County |

| Stoke City | 1 - 2 | Aston Villa |

| Aston Villa | 1 - 0 | Preston N.E. |

| Burnley | 3 - 0 | West Bromwich |

| Bury | 1 - 1 | Everton |

| Nottingham Forest | 0 - 0 | Bolton |

| Sheffield Weds | 3 - 0 | Blackburn |

| Sunderland | 1 - 1 | Sheffield Utd |

| Nottingham Forest | 3 - 1 | Sunderland |

| Sheffield Weds | 1 - 3 | Aston Villa |

| Small Heath | 3 - 2 | Wolverhampton |

| West Bromwich | 0 - 0 | Derby County |

| Aston Villa | 3 - 1 | Nottingham Forest |

| Blackburn | 1 - 0 | Sheffield Utd |

| Preston N.E. | 1 - 1 | Everton |

| Sunderland | 7 - 1 | West Bromwich |

| Wolverhampton | 7 - 2 | Small Heath |

| Everton | 3 - 0 | Small Heath |

| Burnley | 5 - 0 | Sheffield Utd |

| Derby County | 2 - 2 | Aston Villa |

| Sheffield Utd | 2 - 1 | Wolverhampton |

| Small Heath | 1 - 1 | Sheffield Weds |

| Sunderland | 1 - 1 | Nottingham Forest |

| Blackburn | 1 - 0 | West Bromwich |

| Bury | 3 - 0 | Wolverhampton |

| Sheffield Weds | 3 - 1 | Everton |

| Sunderland | 3 - 1 | Burnley |

| Aston Villa | 5 - 2 | Stoke City |

| Blackburn | 0 - 2 | Derby County |

| Bolton | 4 - 1 | Small Heath |

| Burnley | 3 - 1 | Wolverhampton |

| Preston N.E. | 6 - 0 | Nottingham Forest |

| Sheffield Weds | 1 - 3 | Bury |

| Sunderland | 3 - 0 | Everton |

| West Bromwich | 1 - 0 | Sheffield Utd |

| Small Heath | 2 - 1 | Blackburn |

| Derby County | 1 - 0 | Preston N.E. |

| Bolton | 2 - 2 | Aston Villa |

| Everton | 3 - 2 | Preston N.E. |

| Nottingham Forest | 2 - 1 | Burnley |

| Sheffield Utd | 1 - 1 | Blackburn |

| Small Heath | 1 - 0 | Bury |

| Sunderland | 2 - 1 | Sheffield Weds |

| Wolverhampton | 1 - 2 | West Bromwich |

| West Bromwich | 1 - 3 | Bury |

| Aston Villa | 2 - 1 | Sheffield Weds |

| Bolton | 1 - 0 | Preston N.E. |

| Derby County | 0 - 2 | Sheffield Utd |

| Stoke City | 0 - 2 | Sunderland |

| Burnley | 2 - 0 | Stoke City |

| Bury | 5 - 3 | Aston Villa |

| Blackburn | 2 - 1 | Small Heath |

| Stoke City | 1 - 0 | Nottingham Forest |

| Bury | 1 - 0 | Nottingham Forest |

| Preston N.E. | 1 - 0 | Derby County |

| Sunderland | 4 - 1 | Stoke City |

| Wolverhampton | 6 - 1 | Nottingham Forest |

| Sheffield Utd | 1 - 1 | Burnley |

| Blackburn | 3 - 1 | Stoke City |

| Bolton | 4 - 1 | Sheffield Utd |

| Burnley | 1 - 1 | Small Heath |

| Bury | 1 - 2 | Sunderland |

| Everton | 2 - 2 | Derby County |

| Nottingham Forest | 0 - 2 | Aston Villa |

| Preston N.E. | 0 - 0 | West Bromwich |

| Bolton | 3 - 1 | West Bromwich |

| Burnley | 2 - 2 | Derby County |

| Nottingham Forest | 3 - 2 | Wolverhampton |

| Preston N.E. | 1 - 1 | Bury |

| Sheffield Weds | 3 - 0 | Small Heath |

| Stoke City | 3 - 0 | Blackburn |

| Aston Villa | 4 - 1 | Wolverhampton |

| Everton | 1 - 1 | Bolton |

| Preston N.E. | 0 - 1 | Sheffield Weds |

| Sheffield Utd | 8 - 0 | Bury |

| West Bromwich | 0 - 0 | Small Heath |

| Derby County | 2 - 1 | Everton |

| Nottingham Forest | 1 - 0 | Sheffield Weds |

| Small Heath | 2 - 1 | Sheffield Utd |

| Wolverhampton | 1 - 0 | Bury |

| Derby County | 0 - 0 | Blackburn |

| Small Heath | 0 - 1 | Sunderland |

| Stoke City | 1 - 2 | Everton |

| Wolverhampton | 5 - 0 | Bolton |

| Burnley | 6 - 0 | Blackburn |

| Bolton | 2 - 0 | Sheffield Weds |

| Bury | 2 - 0 | Blackburn |

| West Bromwich | 3 - 2 | Blackburn |

## Test-match

### Classifica
|  | Pos. | Squadra         | Pt | G | V | N | P | GF | GS | Med   |
|  | ---- | --------------- | -- | - | - | - | - | -- | -- | ----- |
|  | 1.   | Liverpool       | 5  | 4 | 2 | 1 | 1 | 6  | 2  | 3,000 |
|  | 2.   | West Bromwich   | 5  | 4 | 2 | 1 | 1 | 9  | 4  | 2,250 |
|  | 3.   | Small Heath     | 3  | 4 | 1 | 1 | 2 | 8  | 7  | 1,143 |
|  | 4.   | Manchester City | 3  | 4 | 1 | 1 | 2 | 5  | 15 | 0,333 |

Legenda:
      Retrocesse in Second Division.
Regolamento:
Due punti a vittoria, uno a pareggio, zero a sconfitta.

### Risultati
|                 | Risultati |                 | Luogo e data                  |
| --------------- | --------- | --------------- | ----------------------------- |
| Liverpool       | 4-0       | Small Heath     | Liverpool, 18 aprile 1896     |
| Manchester City | 1-1       | West Bromwich   | Manchester, 18 aprile 1896    |
|                 |           |                 |                               |
| Small Heath     | 0-0       | Liverpool       | Birmingham, 20 aprile 1896    |
| West Bromwich   | 6-1       | Manchester City | West Bromwich, 20 aprile 1896 |
|                 |           |                 |                               |
| Liverpool       | 2-0       | West Bromwich   | Liverpool, 25 aprile 1896     |
| Manchester City | 3-0       | Small Heath     | Manchester, 25 aprile 1896    |
|                 |           |                 |                               |
| West Bromwich   | 2-0       | Liverpool       | West Bromwich, 27 aprile 1896 |
| Small Heath     | 8-0       | Manchester City | Birmingham, 27 aprile 1896    |
|                 |           |                 |                               |

## Statistiche

### Squadra

#### Primati stagionali
- Maggior numero di vittorie: Aston Villa (20)
- Minor numero di sconfitte: Aston Villa (5)
- Migliore attacco: Aston Villa (78 reti fatte)
- Miglior difesa: Derby County (35 reti subite)
- Miglior media reti: Derby County (1,943)
- Maggior numero di pareggi: Derby County, Everton, Sunderland, Burnley, West Bromwich (7)
- Minor numero di pareggi: Stoke (0)
- Maggior numero di sconfitte: Wolverhampton (19)
- Minor numero di vittorie: West Bromwich (6)
- Peggior attacco: West Bromwich (30 segnate)
- Peggior difesa: Small Heath (79 reti subite)
- Peggior media goal: Small Heath (0,494)